# Juan Pellón
Juan Pellón Fernández-Fontecha (Santander, Cantabria, 21 de enero de 1955) es un exjugador español de hockey sobre hierba. Su logro más significativo fue una medalla de plata en los Juegos Olímpicos de Moscú 1980 con la selección de España.

## Biografía
En 1974 debutó con la selección nacional juvenil. Consiguió la medalla de bronce en los Juegos Universitarios con la Facultad de Empresariales. Disputó con la selección sub-21 dos Europeos, y con la absoluta otros dos Europeos, dos Campeonatos del Mundo y dos Juegos Olímpicos. También disputó en 1978, 1981 y 1984 la Champions Trophy en Pakistán.

## Participaciones en Juegos Olímpicos
- Montreal 1976, sexta posición.
- Moscú 1980, medalla de plata.